# Estación de Linthal
La estación de Linthal (del alemán: Linthal Bahnhof) es la principal estación ferroviaria de la localidad de Linthal, perteneciente a la comuna suiza de Glaris Sur, en el Cantón de Glaris.

## Situación
La estación se encuentra ubicada en la zona oeste del núcleo urbano de Linthal. Es la estación donde finaliza la línea que nace en la estación de Ziegelbrücke. Consta de dos vías pasantes y de dos andenes, uno lateral y otro central. Al final de la estación en dirección sur, las dos vías se juntan y finalizan en una vía muerta. También existe otra pequeña vía muerta para el apartado de material.

## Servicios ferroviarios
Los servicios son operados por SBB-CFF-FFS:
- RE Zúrich - Pfäffikon SZ - Ziegelbrücke – Glaris – Schwanden – Linthal.[1]
- R Rapperswil - Ziegelbrücke – Glaris – Schwanden – Linthal. Servicios cada hora.